# Форталеза Ешпорте Клубе
Форталеза (на португалски: Fortaleza Esporte Clube, Форталеза Ешпорте Клубе) е бразилски футболен клуб създаден във Форталеза на 18 октомври, 1918 г. Освен футболен отбор съществуват тимове, които носят същото име и практикуват Футзал, баскетбол и хандбал.
Форталеза е един от традиционните бразилски отбори от североизточната част на страната.

## Титли
- Областен шампионат на щат Сеара-1920, 1921, 1923, 1924, 1926, 1927, 1928, 1933, 1934, 1937, 1938, 1946, 1947, 1949, 1953, 1954, 1959, 1960, 1964, 1965, 1967, 1969, 1973, 1974, 1982, 1983, 1985, 1987, 1991, 1992, 2000, 2001, 2003, 2004, 2005, 2007, 2008, 2009, 2010.

- Национални шампионати:

1960 (Второ място – Taça Brasil),
1968 (Второ Място – Taça Brasil),
2002 (Второ място – Кампеонато Бразилейро, Серия Б (втора дивизия)),
2004 (Второ място – Кампеонато Бразилейро, Серия Б (втора дивизия)).

## Прочути футболисти
- Луизининьо дас Арабиас
- Педро Базилио
- Меисио Гомеш
- Амилтон Меило
- Кроиня
- Елиезер
- Лоуро